# Синдо-рю
Синдо-рю (яп. 真道流 — «школа истинного пути») — одна из школ стиля Сёрин-рю староокинавского боевого тотэ. Синдо-рю является самой закрытой и наиболее жёсткой школой классического староокинавского карате. Высшей ступенью школы является поединок «ири куми го» по традиционным староокинавским правилам. Работа ведётся в полный контакт, защитные приспособления не используются. Весовых категорий не существует. Разрешается любая техника, а запрещены только удары по глазам.
Знаменитые во всем мире бойцы и чемпионы жесткого карате кёкусинкай Казуми Хаджимэ и Ивасаки Тацуя, а также чемпион мира и многократный чемпион Японии по кудо Ясумичи Фудзимацу, в настоящий момент занимаются окинава карате Синдо рю. Что говорит о высокой эффективности и большом техническом потенциале этой школы.

## История школы
Синдо-рю («Школу истинного Пути») создал Ханасиро Тёмо, ученик Итосу Ясуцунэ. Но изучаемые ката заимствованы не только из Сёрин-рю (стиля, который практиковал Ханасиро Тёмо), но и Годзю-рю. Видимо, это связано с тем, что нынешний облик школы сформировал Ханасиро Тёсэй, племянник Тёмо. Именно он официально зарегистрировал Синдо-рю в 1956 г. Глава школы — Ханасиро Найто (Япония). В России школу представляет Валерий Майстровой (7 дан).

## Синдо-рю в мире
Помимо родины карате острова Окинава, к данной школе относятся несколько групп последователей в Японии, США, Дании, Латвии, Азербайджане, Словакии, Швейцарии и России (Москва, Московская область, Тула, Киров, Санкт-Петербург).

## Ката
Программа включает изучение 18 ката, из них 12 без оружия (в том числе 2 дыхательно-энергетических) и 6 ката с оружием. Ката без оружия — Сандзюго, Пинъан 1—5, Санчин, Бассай, Кусанку, Чинто, Вансю, Сэйенчин. Ката с оружием — сюдзи но кун, широтару но кун, канагусуку но саи, хамахига но тунфа, нунчаку но ката, кама но ката.

## Степени
Полная программа обучения рассчитана на 12 лет, в том числе 8 лет на практику боя без оружия и 4 года на овладение кобу-дзюду. В школе Синдо-рю 8 ученических степеней кю, от низшей 8-й до высшей 1-й. Каждой из них соответствует определенный цветной пояс и девиз:
8-й кю (белый пояс) — «становление на путь ученичества»;
7-й кю (белый пояс с оранжевой меткой) — «начало познания»;
6-й кю (оранжевый пояс) — «совершенствование в познании»;
5-й кю (синий пояс) — «расширение познания»;
4-й кю (зеленый пояс) — «середина ученического пути»;
3-й кю (темно-синий пояс) — «возвышение познания»;
2-й кю (коричневый пояс) — «углубление познания»;
1-й кю (темно-коричневый пояс) — «зрелость».
Далее идут степени «дан», которых, как и в большинстве школ японских будо, десять. После получения 4-го дана обучение по программе школы считается полностью завершенным. Далее человек должен идти по пути совершенствования самостоятельно.
До получения степени 1-й дан ученик овладевает техникой карате, а затем переходит к изучению боя традиционным оружием. Идея состоит в том, что к началу занятий кобу-дзюцу он должен владеть всей техникой карате. На экзамене на 2-й дан ученик должен продемонстрировать ката с длинным шестом и с короткими трезубцами (сай), на 3-й дан — с нунтяку и тонфа, на 4-й дан — с парными серпами кама.

## Кумите
Тренировку ката дополняет практика кумите. В Синдо-рю различают 6 основных видов кумите:
1. Кихон кумите — обусловленный учебный бой на один или на три шага;
2. Дзию иппон кумите — свободный учебный бой, когда нападающий проводит одну единственную атаку по своему выбору;
3. Урикуми дзию — свободный учебный бой с использованием любой техники, но без «кимэ» в ударах;
4. Урикуми го — свободный учебный бой с «кимэ» в ударах, но с запрещением ударов в глаза, горло, пах, колени и без добивания;
5. Дзиссэн кумите — свободный учебный бой, в котором запрещены только удары по глазам, но с жёстким судейством во избежание тяжёлых увечий;
6. Ниайтэ кумите — учебный бой против двух противников по правилам урикуми го. Весовые категории отсутствуют, защитные приспособления не используются.

Как и в других школах традиционного карате считается, что ката и кумите — это взаимодополняющие методы тренировки, нацеленные на формирование идеального бойца. Но все же практика ката стоит на первом месте, а кумите считается дополнительным методом тренинга.
Синдо-рю делает акцент на подготовку к реальному бою. Важнейшие принципы этой школы — «иккэн хиссацу» (одним ударом — наповал) и «мэцукэ сутэми» (хладнокровная решимость идти в бою до конца). Техника чрезвычайно жесткая, адепт настойчиво стремится войти в ближний бой, 85 % ударов приходится на локти, колени и ладони.
Впрочем, в школе Синдо-рю ценится умение не доводить дело до столкновения и, таким образом, побеждать без боя. Именно в этом, по мнению её последователей, и состоит суть традиционного боевого искусства: иметь реальные возможности побеждать противника, превосходящего численностью и вооружением, не испытывая потребности в проверке своего грозного невидимого «оружия» по любому ничтожному поводу. Ученики школы Синдо рю являются многократными победителями и призерами Российских и международных соревнований по фулл контакт карате, рукопашному бою, боевому самбо, кикбоксингу, муай-тай, ММА, К-1, джиу-джитсу, пенчак-силат и др. версиям боев, проводимых в полный контакт.

## Правила школы[4]
Главная задача полного курса обучения видится в том, чтобы воспитать нравственного человека, сильного как духовно, так и физически, а не дуболома с пудовыми кулаками, готового пускать их в ход по поводу и без повода, лишенного всяких духовных ориентиров. В соответствии с этой задачей сформулированы правила для учеников школы:
1. Ученик должен быть скромным, честным и справедливым;
2. Ученик должен быть почтителен в обращении с Учителем и вежлив со своими товарищами;
3. Ученик должен иметь не только желание, но и серьёзные мотивы для изучения боевого искусства;
4. Ученик не должен применять свои навыки боевого искусства на улице, за исключением экстремальных ситуаций. Ученик, замеченный в обычных драках, подлежит немедленному исключению из школы;
5. Ученик не должен курить и употреблять спиртные напитки;
6. Ученик не имеет права обучать кого бы то ни было боевому искусству без разрешения Учителя;
7. Учитель имеет право наказывать учеников и исключать их из школы.